# Louis Joseph Ghislain Parmentier
Pour les articles homonymes, voir Parmentier.
Louis Joseph Ghislain Parmentier, né le 9 août 1782 à Enghien, aux Pays-Bas autrichiens (actuelle Belgique), décédé le 1er avril 1847 à Bruxelles, est un botaniste et rosiériste belge.

## Biographie
Louis Parmentier est connu pour avoir créé un jardin de plus de trois mille variétés de roses à Enghien, et créé lui-même plus de huit cents variétés, faisant de lui tout à la fois l'un des plus gros collectionneurs d'Europe, et l'un des obtenteurs de roses les plus prolifiques. C'est ce dont a voulu témoigner le monument dressé dans le parc d'Enghien en 2000.
Parmi les variétés de cet obtenteur, dont beaucoup ont été mises au commerce par son ami gantois Louis van Houtte, on connaît 'Félicité Parmentier', 'Désirée Parmentier' (du nom de sa femme), 'Hector Parmentier' (du nom de son filleul et neveu), mais aussi la très répandue 'Cardinal de Richelieu', qui ne lui a été réattribuée que récemment, ou 'Belle Isis', dont le croisement avec 'Dainty Maid' a permis à David Austin d'obtenir en 1961 'Constance Spry', première des roses anglaises si populaires de nos jours.

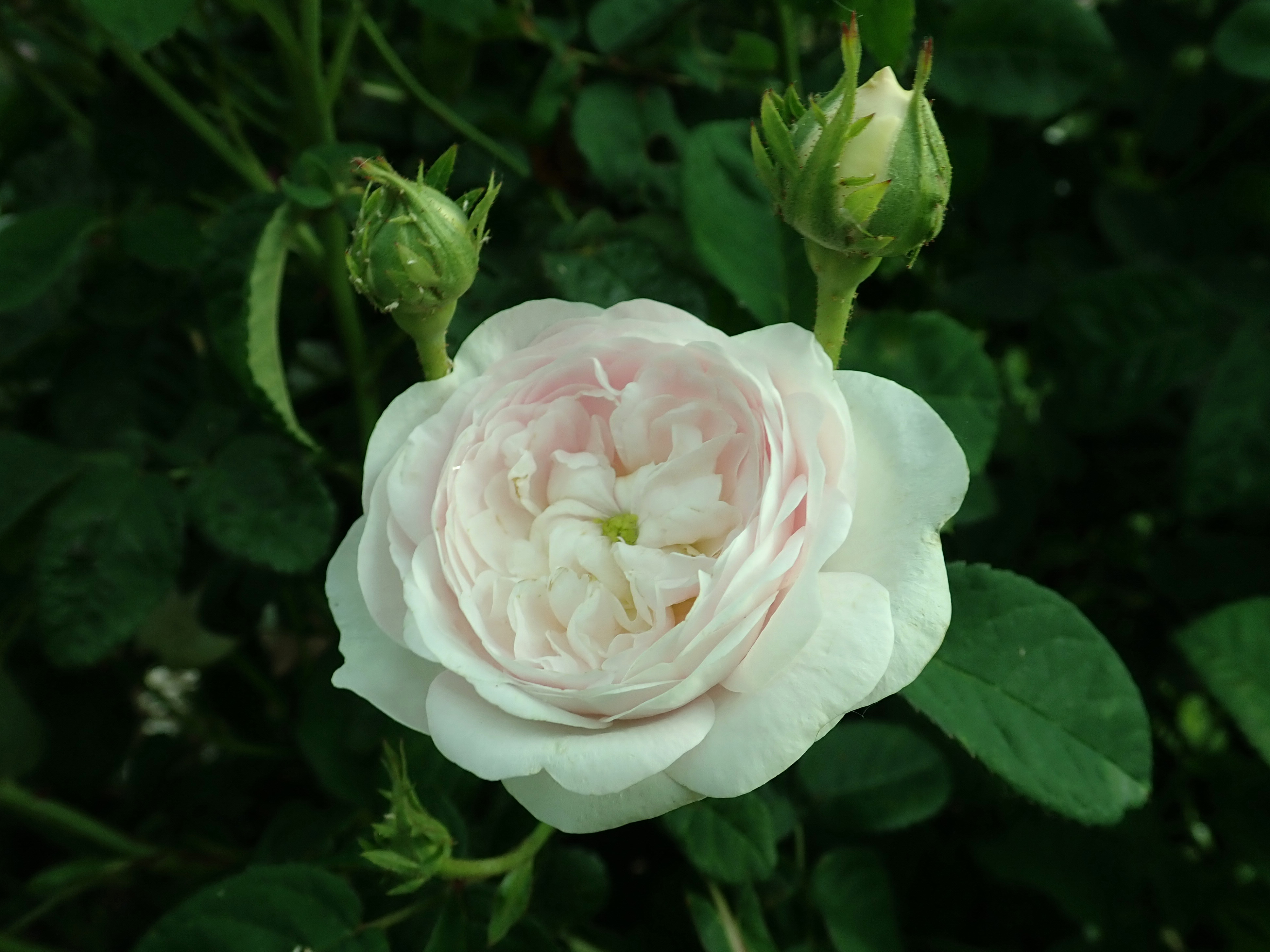
'Belle Isis' à Sangerhausen
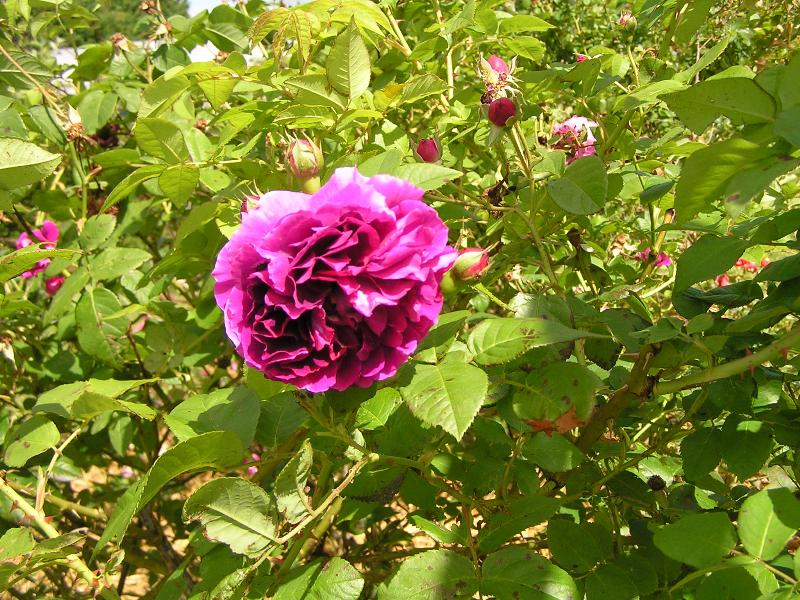
'Cardinal de Richelieu'
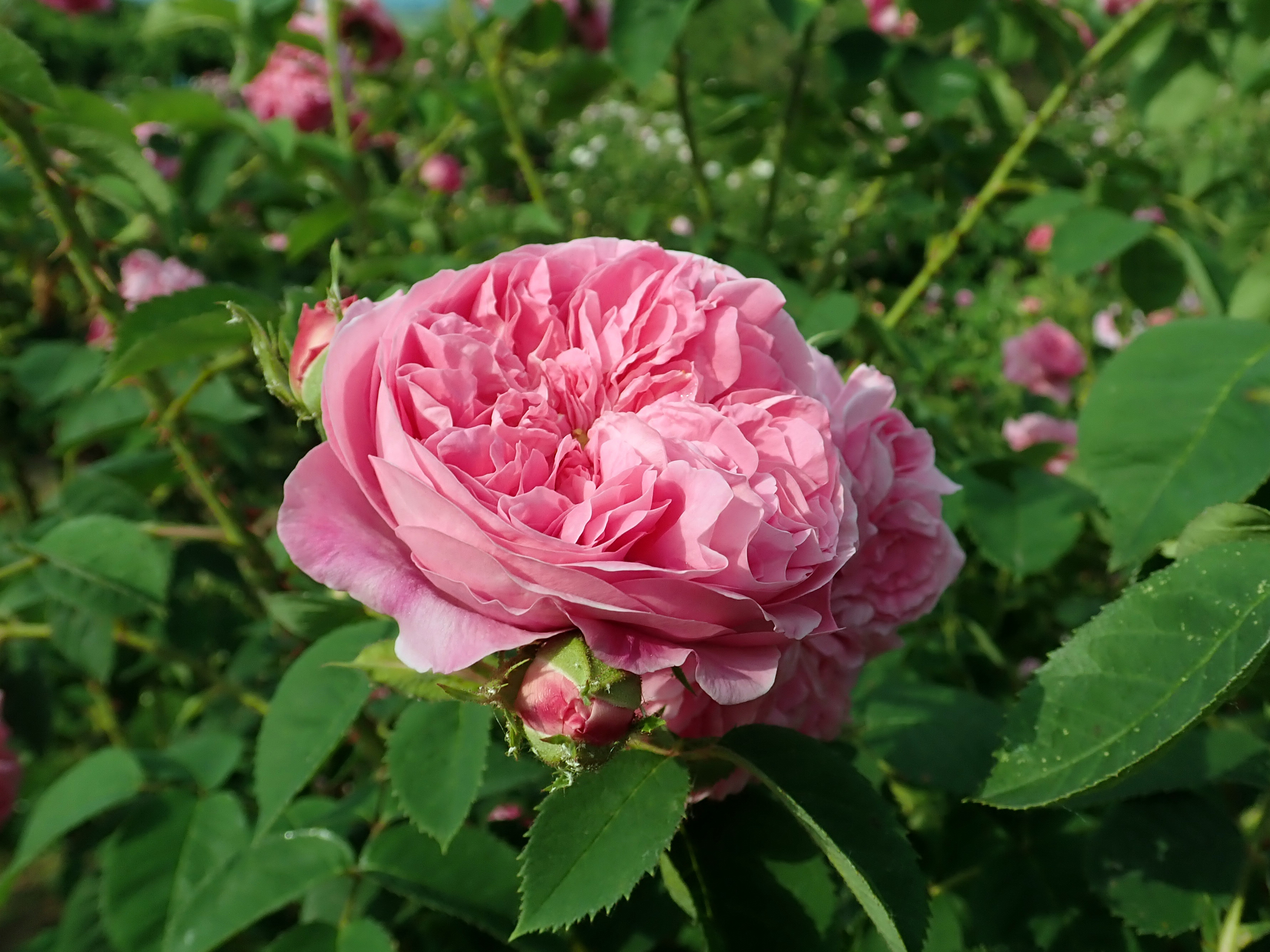
'Victor Parmentier'

Parmi ses obtentions, l'on peut distinguer aussi les hybrides de Rosa gallica 'Belle Doria', 'Chapelain d'Arenberg', 'Dumortier', 'Émilie Verachter', 'Moïse', 'Narcisse de Salvandy', 'Prince Frédérick', 'Rose de Schelfhout', 'Tricolore de Flandre', 'Van Artevelde', 'Van Huyssum', 'Victor Parmentier'.

## Famille
Il a épousé le 4 juillet 1818 à Enghien Marie-Désirée Pletincx (1795-1868), de Lumay, dont il a eu un fils, Gustave (1819-1840), mort sans postérité.
L'un de ses frères, Joseph Julien Ghislain Parmentier (1775-1852), horticulteur, fut également bourgmestre d'Enghien de 1800 à 1830, et un autre, André Joseph Ghislain Parmentier (1780-1830), émigra aux États-Unis où il fut horticulteur et paysagiste. Leur sœur, Marie Joséphine Parmentier, est la mère du politicien et poète Édouard Mary et du diplomate et artiste Benjamin Mary.